# احمد علی (بازیکن فوتبال، زاده ۱۹۹۰)
احمد علی (عربی: أحمد علي؛ زادهٔ ۲۸ ژانویهٔ ۱۹۹۰) یک بازیکن فوتبال اهل امارات متحده عربی است.
از باشگاه‌هایی که در آن بازی کرده‌است می‌توان به بنی یاس، الوحده امارات، الظفره، و تیم ملی فوتبال امارات متحده عربی اشاره کرد.
وی همچنین در تیم‌های ملی فوتبال زیر ۲۰ سال امارات متحده عربی امارات متحده عربی بازی کرده است.